# 프로핀테른
적색 노동조합 인터내셔널(러시아어: Красный интернационал профсоюзов, RILU), 일반적으로 프롤레테른(러시아어:  Профинтерн)으로 알려져 있으며, 코민테른이 노동조합 내 공산주의 활동을 조정하기 위해 설립한 국제 기구이다. 1921년에 공식적으로 설립된 프롤레테른은 코민테른이 "계급협조론적"이며 혁명에 방해가 된다고 낙인찍은 조직인 소위 "암스테르담 국제", 즉 국제노동조합연맹(1919년 설립)의 영향력에 대한 균형추 역할을 목표로 했다. 1930년대 중반 쇠퇴기에 접어든 후, 프롤레테른은 코민테른의 "인민전선" 정책이 등장하면서 1937년에 최종적으로 해체되었다.

## 조직 역사

### 예비 조직

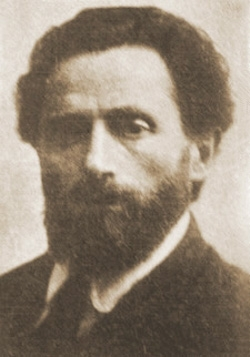
적색 노동조합 국제의 수장 솔로몬 로좁스키.

1920년 7월, 코민테른의 수장 그리고리 지노비예프의 지시에 따라 코민테른 제2차 세계대회는 임시 국제 노동조합 평의회를 설립했으며, 이는 러시아어 약어인 메즈소프프로프(Mezhsovprof)로 일반적으로 알려졌다. 러시아, 이탈리아, 영국, 불가리아, 프랑스 대표단을 포함한 이 조직 위원회는 "적색 노동조합 국제 회의"를 조직하는 임무를 부여받았다.
소련 노동조합 지도자인 솔로몬 로좁스키가 이 새로운 평의회의 의장으로 임명되었으며, 영국의 노동조합원 톰 만과 프랑스의 알프레드 로즈메르가 그를 도왔다. 코민테른 집행위원회는 새로운 평의회에 "전 세계의 모든 노동조합"에 선언문을 발표하여 암스테르담에 기반을 둔 사회민주주의 국제노동조합연맹을 "황색" 조직으로 비난하고 새로운 혁명적 국제 노동조합 연합에 가입하도록 초청하라고 지시했다.
이 결정은 국제 사회주의 정치 운동이 최근 혁명적 공산주의와 선거 지향적 사회주의 진영으로 분열된 이후 국제 노동조합 운동의 분열을 예고했다. 명백히 "적색" 노동조합으로 구성된 새로운 배타적 국제 조직에 대한 이러한 열망은 공산주의자들이 기존 노동조합의 구조 내에서 활동해야 한다는 코민테른의 확고한 주장과 근본적인 모순을 나타냈다. 이는 당시 영국의 숍 스튜어드 운동 대표인 잭 태너가 지적한 중요한 세부 사항이었다. 태너의 이의는 그리고리 지노비예프가 발언권을 주지 않고 그의 불만을 위원회로 넘기면서 무시되었다.
역사가 에드워드 핼릿 카는 적색 노동조합 국제를 출범시키기로 한 결정 자체가 세계 혁명이 임박했다는 흥분된 혁명적 열정 시대의 부산물이었다고 주장하며 다음과 같이 선언했다.

"이는 열정적인 순간과 유럽 혁명의 임박성에 대한 확고한 신념 속에서 취해진 조치였고, 짧은 전환기를 연결하고 위대한 완성을 위한 길을 준비하기 위해 고안된 장치였으나, 그 중간 기간이 몇 달, 몇 년으로 길어지면서 예상치 못한 치명적인 결과를 낳았다."
새로운 노동 인터내셔널 계획이 진행됨에 따라, 메즈소프프로프는 국제노동조합연맹으로 일반적으로 알려진 경쟁 "암스테르담 국제"에 가입된 기존 노동조합들을 다가올 "적색 국제"로 유치하기 위해 여러 나라에 선전국을 설립했다. 이들 선전국은 가장 반항적이고 반대하는 노동조합원들을 그들의 기치 아래 끌어들였지만, 동시에 보수적인 노동조합 지도자들은 기존 노동조합의 이중 조합주의와 파괴적인 분열이 실제로 제공되고 있다는 비난을 제기했다.
1921년 1월 9일, 코민테른 집행위원회는 새로운 적색 노동조합 국제의 출범이 그 해 오월제에 소집될 회의에서 이루어질 것이라고 결정했다. "암스테르담 국제에 반대하는" 전 세계 노동조합들에게 호소가 발표되었고, 새로운 조직에 가입할 것을 촉구했다. 그러나 이 집회는 결국 7월로 연기되었는데, 이는 코민테른 제3차 세계대회와 일정을 맞추기 위함이었다. 이 시기 소련으로의 여행은 어렵고 위험한 과정이었기 때문이다.
로좁스키는 1921년 5월 연설에서 이미 1,400만 노동자를 대표하는 노동조합들이 다가오는 적색 국제에 충성을 맹세했다고 주장하는 등 새로운 조직에 대해 거창한 주장이 제기되었다. 지노비예프는 암스테르담 국제는 "국제 부르주아지의 마지막 바리케이드"라고 맹렬히 선언했다. 이는 사회민주주의 노동조합원들에게는 싸움 발언이었다.
사회민주주의 노동조합 운동은 제1차 세계 대전에서 비교적 단결되어 공격적이고 굴하지 않는 모습으로 등장했다. 프롤레테른이 출범하기도 전에 암스테르담 국제는 1921년 5월 집행 회의에서 "노동조합 조직이 동시에 두 노동조합 국제에 가입하는 것은 허용되지 않는다"고 선언하며 "모스크바의 정치 노동조합 국제에 가입하는 모든 조직은 국제노동조합연맹에서 스스로 제외된다"고 덧붙였다. 세계 노동조합 운동 내에서의 대규모 내전이 시작된 것이다.

### 1921년 창립 대회

RILU의 단명한 공식 기관지인 《레드 노동조합 인터내셔널》은 모스크바에서 발행되었다. 이 잡지는 곧 RILU 회원 부문에서 발행하는 다양한 간행물로 대체되었다.

적색 노동조합 국제 창립 대회는 1921년 7월 3일 모스크바에서 소집되었다. 이 대회에는 전 세계에서 온 380명의 대표가 참석했으며, 그중 336명은 투표권을 가지고 있었고, 전 세계 노동조합원 4천만 명 중 1,700만 명을 대표한다고 주장했다. 이 대회는 동질적이지도 조화롭지도 않았다. 일부 대표들이 정치와 기존 노동조합 참여를 완전히 회피하고 직접행동을 통해 산업의 노동자 통제로 이어지는 생디칼리슴적 관점을 가지고 있음이 빠르게 드러났기 때문이다. 이들 대표는 새로운 적색 노동조합 국제를 정치 조직으로 간주되는 코민테른으로부터 완전히 독립시키려 했다.
코민테른으로부터 RILU의 조직적 독립을 요구한 사람들 중에는 이미 보석금을 내지 않고 간첩법에 따른 긴 징역형을 피하기 위해 모스크바에 살고 있던 세계산업노동자연맹의 "빅 빌" 윌리엄 D. 헤이우드가 있었다. IWW의 관점은 프랑스 및 스페인 대표단에 속한 생디칼리슴 노동조합원들과 함께했다. 그러나 결국 생디칼리슴 요소는 소수에 불과했으며, 대회는 프롤레테른과 코민테른 간의 "가장 긴밀한 연대", 즉 조직의 합동 회의 및 국가 차원에서 적색 노동조합과 공산당 간의 "실질적이고 친밀한 혁명적 단결"을 요구하는 만과 로즈메르가 후원한 결의안을 승인했다.
기존 암스테르담 국제와 직접 경쟁하는 새로운 노동조합 인터내셔널을 시작하려는 이니셔티브에도 불구하고, 프롤레테른은 초기 단계에서 "노동조합에서 가장 우수하고 의식 있는 노동자들을 빼앗아 오는" 것이 아니라, 기존 노동조합에 남아 그들을 "혁명화"시키는 것이 전략이라고 계속 주장했다. 창립 대회 조직에 관한 공식 결의안은 기존 대중 노동조합에서 탈퇴하고 그 회원들을 종종 보수적인 지도부에 맡기는 것은 "반혁명적 노동조합 관료주의에 놀아나는 것이므로 날카롭고 단호하게 거부해야 한다"고 선언했다.
그럼에도 불구하고 프롤레테른은 "황색 암스테르담 국제와의 단절"을 포함하는 가입 조건을 설정하여 노동 운동의 실제 분열을 주장했다. 조직은 급진적인 노동자들이 기존 노동조합 내에서 "내부 교란"에 참여하여 전체 조직을 암스테르담에서 분리시키고 모스크바와 연대하도록 효과적으로 옹호했다. 이러한 전술은 비공산주의 평조합원과 그들의 선출된 노동조합 지도자들이 기존 소속을 유지하려고 노력하면서 쓰디쓴 내부 분열을 야기했다.
기존 노동조합을 확보하기 위한 전략의 일환으로 프롤레테른은 "국제 선전 위원회"(IPCs)라고 불리는 네트워크를 설립하기로 결정했다. 이들은 급진적 노동조합의 국제 연합체와 특정 산업을 기반으로 조직된 노동조합 내 분파적 소수자들의 연합체였다. 이들 단체는 혁명 사상과 프롤레타리아 독재 수립을 선전하기 위해 회의를 개최하고 소책자와 정기 간행물을 출판 및 배포할 계획이었다. IPC는 노력을 지속하기 위한 자금을 모으려고 노력했으며, 프롤레테른의 집행국은 그들의 간행물에 보조금을 지급했다. 1921년 8월까지 총 14개의 IPC가 설립되었다.
프롤레테른의 국제선전위원회는 노동조합원들의 의견을 바꾸는 데 효과가 없었다. 노동조합은 급진적인 반대자들을 축출하기 시작했고, 국제 노동조합은 프롤레테른의 활동에 참여하는 국가 섹션을 축출하기 시작했는데, 이는 1921년 10월 네덜란드 운수 노동자 연맹이 국제 무역 조직에서 축출된 사례에서 잘 드러난다.

### 1922년 제2차 세계대회

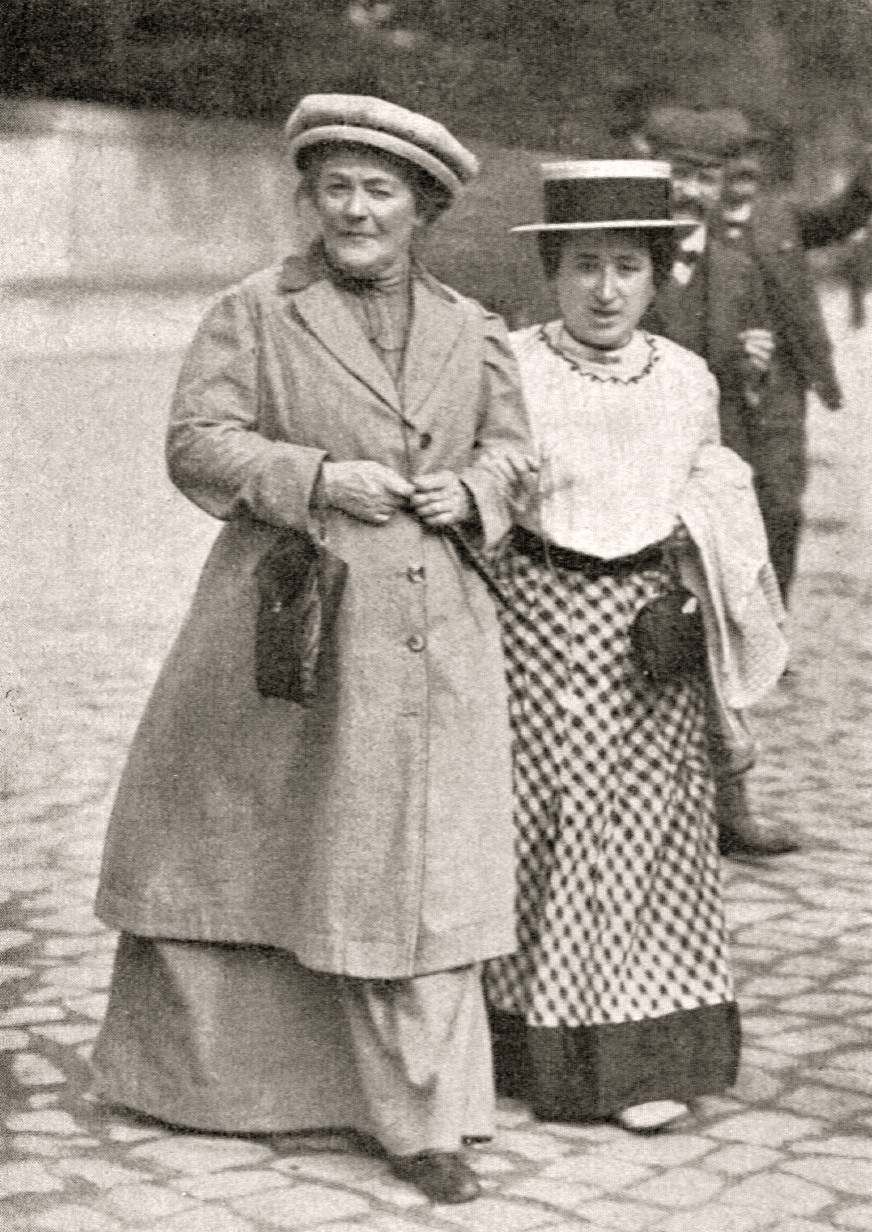
베테랑 활동가 클라라 체트킨(왼쪽)은 1922년 RILU 제2차 세계대회 이후 코민테른과 프롤레테른의 "통일전선" 노력의 상징이었다.

RILU 제2차 세계대회는 1922년 11월 모스크바에서 코민테른 제4차 세계대회와 연계하여 개최되었다.
예상대로 1922년 RILU 대회는 대부분의 시간을 코민테른이 최근 채택한 통일전선 정책을 노동조합 운동에 적용하는 방안을 구체화하는 데 할애했다. 임박한 세계 혁명의 전망이 약해지자 RILU 의장 솔로몬 로좁스키는 RILU, 암스테르담 국제, 그리고 여러 비가맹 노동조합의 지도부들을 한자리에 모으는 국제 회의를 제안했다. 이 회의는 1922년 4월 제2인터내셔널, 2반 인터내셔널, 코민테른이 베를린에서 "자본주의 공세에 맞선 병렬적인 형태와 투쟁 방식"을 모색하기 위해 만났던 것을 반영하는 것이었다.
돌이켜보면, 1922년은 프롤레테른이 유럽에서 규모와 영향력 면에서 정점을 찍었던 해였다. 프랑스에서는 노동총연맹 (프랑스)(CGT)이 생디칼리슴 회원들을 징계하고 축출하려 했지만 결국 프랑스 노동조합원 대다수가 새로운 "적색" 노동조합에 가입하는 대규모 조직 분열을 야기하면서 상당수의 새로운 회원이 조직 대열에 합류했다.
체코슬로바키아에서도 사회민주당 지도부의 공산주의 개인 및 노동조합 축출 운동에 이어 노동조합원 대다수가 RILU에 가입하는 등 추가적인 진전이 있었다. 1922년 10월 체코 적색 노동조합은 자체적으로 대회를 개최하여 사회민주당 노동조합과의 분열을 공식화했다. 이 시기 체코슬로바키아 공산당이 1922년에 17만 명의 당원을 주장하며 전 세계 몇 안 되는 공산당을 제외하고는 모든 공산당을 압도하는 매우 큰 조직이었다는 점은 주목할 만하다.
불가리아에서는 전불가리아 노동조합 연맹이 프롤레테른에 전적으로 가입하기로 선택했지만, 반대파가 자유 노동조합 연맹이라는 경쟁 조직을 설립하면서 그 운동마저도 분열되었다. 스페인 역시 국가 노동 운동이 공식적으로 분열되었다. 노동조합 운동을 분열시킨 책임에 대한 쓰디쓴 비난과 상호 비난이 사방으로 쏟아지면서 분위기는 험악했다.
프롤레테른의 통일전선에 대한 공언된 열망은 1922년 12월, 헤이그 평화 회의에서 경쟁 조직인 암스테르담 국제의 대표자들과 만나면서 어느 정도 결실을 맺었다. 이 회의는 영국 노동조합 지도자 J.H. 토마스가 주재했다. 그 해 초 세 정치 인터내셔널 회의와 마찬가지로, 이 회의는 실패로 끝났고, 양측에서 비난이 오고 갔으며, 로좁스키의 통일전선 요청은 투명한 전술적 술책으로 임의로 기각되었다.
이 실패에 이어 1923년 1월 코민테른과 프롤레테른의 공동 호소가 파시즘에 맞서는 "행동위원회" 창설을 촉구했고, 3월에는 베를린에 클라라 체트킨이 이끄는 공식적인 파시즘 반대 행동위원회가 설립되었다. 이 단체의 국제 회의가 그 달 말 프랑크푸르트에서 열리기로 소집되었고, 제2인터내셔널 정당들과 암스테르담 국제 노동조합들에게 초청장이 발송되었지만, 소수의 사회민주주의자들만이 참석했고, 회의 참석자의 압도적 다수는 공산주의자들이었다. 독일, 소련, 프랑스, 영국의 대표들은 베르사유 평화 조약과 독일에 부과된 가혹한 배상금을 강제하기 위한 프랑스의 루르 점령을 비난하기 위해 단결했다. 그러나 주사위는 던져졌고, 사회민주주의 및 공산주의 인터내셔널의 정치 또는 노동조합 지도자들 간의 공동 활동은 이 계획으로부터 아무런 결과도 낳지 못했다.
로좁스키는 1923년 4월 러시아 공산당 (볼셰비키) 제12차 대회에서 RILU의 진척 상황을 보고했으며, 이때 그는 프롤레테른이 1,300만 노동조합원을 대표하고, 경쟁 조직인 암스테르담 국제는 1,400만 또는 1,500만 노동조합원을 대표한다고 주장했다. 이 수치는 이 문제에 대한 최소 한 명의 진지한 역사가에 의해 "아마도 과장되었을 것"으로 간주된다.

### 1924년 제3차 세계대회

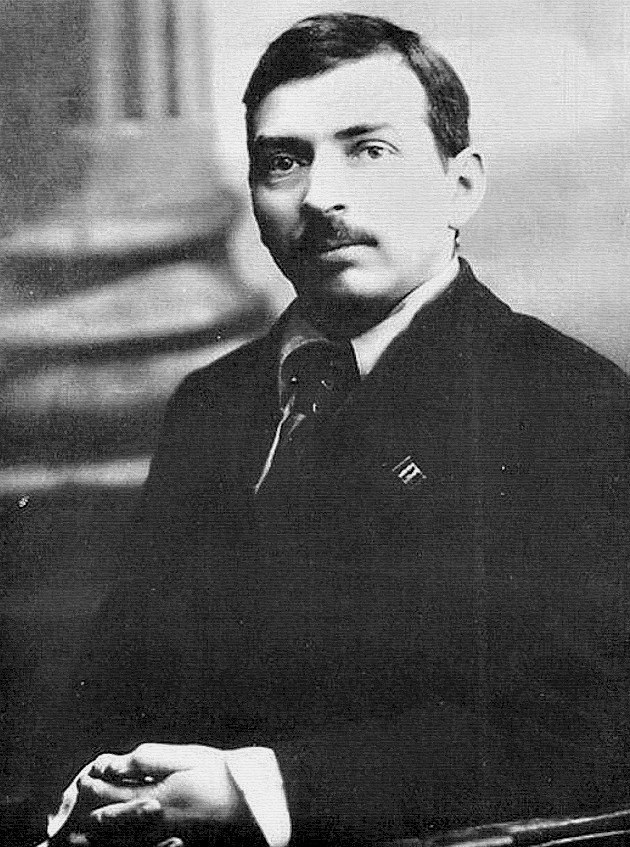
소련 노동조합 지도자인 미하일 톰스키는 1920년대 중반 영국 노동조합 운동과의 긴밀한 양자 관계를 구축하려는 소련 노력의 핵심 인물이었다.

프롤레테른 제3차 세계대회는 1924년 7월 8일 모스크바에서 코민테른 제5차 세계대회 (1924년 6월 17일 ~ 7월 8일) 직후에 시작되도록 예정되어 있었다. 프롤레테른의 대표 70명은 코민테른 회의에 "자문"(비투표) 대표로 참석하여 두 회의 간의 매우 긴밀한 연결을 보장했다.
1924년 대회는 사회민주주의 노동 운동에 대한 공산주의의 태도가 공식적으로 경화되었음을 보여주었고, "파시즘과 민주주의는 부르주아 독재의 두 가지 형태이다"라고 선언했다.
대회에서 논의된 가장 논쟁적인 문제는 암스테르담 국제와의 단결을 모색하는 전략과 전술에 관한 것으로, 두 국제로의 분열로 인해 노동 운동이 겪었던 혼란을 종식시키기 위한 것이었다. 국제노동조합연맹(IFTU)의 항복을 강요하는 것이 불가능하고, 러시아 노동조합이 IFTU와 제휴한 산업별 연맹에 독립적으로 가입하는 것이 유일한 선택지로 남았다는 솔로몬 로좁스키의 견해로는, 국제 회의를 통해 두 국제의 어떤 형태의 통합을 시도하는 것이었다. 로좁스키는 단결이 프롤레테른의 프로그램이나 전술을 희생하고 개혁주의를 맹목적으로 수용함으로써 달성되는 것이 아니라, 공산주의 사상이 유럽 노동조합의 평조합원들의 마음에 침투하는 것을 수반해야 한다고 주장했다.
프랑스의 가스통 몽무소는 적색 국제와 암스테르담 국제의 세계 통일 대회 개최를 제안했고, 35명의 대표로 구성된 위원회가 그 제안을 논의하고 실제 세부 사항을 구체화하기 위해 선정되었다. 이틀간의 논의 끝에 위원회는 모인 대회에 보고했고, 예비 심사에서 단 한 표의 반대만으로 채택된 통일 제안을 가져왔다. 그러나 통일 대회에 대한 최종 제안은 "대중의 적절한 준비 후" 그러한 모임이 적절할 수 있다는 결의안과 함께 단순한 상투적인 표현에 불과했다. 프롤레테른 집행 이사회에 행동을 지시하는 확고한 지시는 없었다.
프롤레테른과 국제노동조합연맹 간의 관계가 해결 불가능한 교착 상태에 빠지자, 소련 노동조합 당국은 사회민주주의 노동조합 운동과의 양자 관계에 집중하기 시작했다. 특히 영국 노동조합에 대한 관심이 집중되었고, 러시아 노동조합 총재 미하일 톰스키는 1924년에 영국을 방문했으며, 그 해 11월에는 노동조합회의의 A. A. 퍼셀이 이끄는 고위급 대표단이 상호 방문했다. 소련의 관점에서 영국 노동조합원들은 방문에 긍정적인 영향을 받았으며, 영국으로 돌아온 후 소련 상황에 대한 광범위하고 일반적으로 호의적인 보고서를 발표했다. 영국 노동조합 대표단의 한 달간의 방문은 서방 노동조합 지도자들의 소련 방문과 유사한 일련의 방문의 원형이 될 것이다.
소련과 서방 노동조합 운동 간의 관계 기반이 성공적으로 마련되기 시작하는 동안, 암스테르담과 모스크바에 본부를 둔 국제 조직 간의 상황은 악화되었다. 제2인터내셔널과 국제노동조합연맹은 1925년 1월 첫째 주 브뤼셀에서 합동 회의를 개최했으며, 영국 노동조합 운동 내에서 RILU의 보조를 받는 국가 소수 운동으로 조직된 소련과 그 동조자들을 신랄하게 비난하는 성명을 발표했다. 미국노동연맹 내에 노동조합 교육 연맹 형태의 유사한 존재는 AFL이 암스테르담 국제에 가입하는 것을 계속 거부했기 때문에 언급되지 않았다. 그러나 국제노동조합연맹의 이러한 반대에도 불구하고 소련과 영국 간의 양자 관계는 계속 발전했는데, 1925년 4월 톰스키는 양국 간의 노동조합 통일 공동 위원회를 설립하기 위한 노력의 일환으로 런던으로 돌아왔다.
톰스키가 영국 노동조합원들을 프롤레테른 대열로 끌어들이려는 숨겨진 동기를 가지고 있었다면, 그는 놀라운 반전에 부딪혔다. E.H. 카가 1964년에 언급했듯이:

"영국 지도자들은 프롤레테른에 대해 거의 관심이 없었고, 영국 운동의 경험으로 볼 때 그것을 귀찮거나 위선적인 것으로 은밀히 여겼으며, 기존 [암스테르담] 국제와 소련 노동조합을 화해시킴으로써 그것을 강화하고 좌파로 돌리기를 원했다. 영국 대표들은 러시아 노동조합이 국제노동조합연맹에 가입하는 것을 공개적으로 지지함으로써 소련 동료들을 아마도 충격에 빠뜨렸을 것이다."
톰스키는 답변에서 외교적이었지만, 영국의 제안을 브레스트-리토프스크에서 1918년 제국 독일에게 강제로 항복한 소련 러시아와 유사한 암스테르담 국제에 대한 비굴한 항복으로 일축했다. 그럼에도 불구하고 신경제정책이 소련에서 한창 진행 중이었고, 그와 관련된 문화 및 무역 자유화가 이루어지면서, 서방 사회민주주의 노동조합과의 관계에서 소련 노동조합 운동의 위치는 암스테르담 국제의 최고 지도자들과의 협상 노력이 실패했음에도 불구하고 안정적이고 질서 정연했다.

### 동방의 RILU
코민테른의 경우와 마찬가지로, RILU의 공식 세계대회는 조직의 수명 동안 점점 더 드물게 개최되었다. 이는 RILU 세계대회가 코민테른 자체의 세계대회와 연계하여, 일반적으로 코민테른 행사가 끝나면 바로 시작되도록 예정되어 있었기 때문에 당연한 일이다. 그리고 코민테른이 국제 정책 결정을 처리하기 위해 더 짧고, 더 작고, 덜 공식적인 국제 협의회인 "확대 집행위원회 본회의"를 사용하기 시작했던 것처럼, RILU에도 "중앙 평의회 회의"라는 유사한 모임이 채택되었다.
1926년 3월 9일부터 15일까지 모스크바에서 개최된 제4차 중앙 평의회 회의는 코민테른 집행위원회 제6차 확대 본회의가 끝나자마자 시작되었다. 이 두 회의에서 솔로몬 로좁스키는 광부 파업이 임박한 영국과 특히 아시아 및 태평양 국가들을 프롤레테른이 세계 혁명 운동을 건설하려는 시도에서 가장 큰 기회를 제공하는 지역으로 지목하는 보고서를 발표했다. 암스테르담은 아시아에 거의 관심을 기울이지 않아, 프롤레테른의 노력이 진출할 수 있는 길을 열어주었다고 로좁스키는 코민테른 집행위원회에 대한 보고서에서 언급했다. RILU는 1922년 2월 일찍이 유럽 외 지역에서 새로운 조직적 기반을 마련하기 위해 노력했는데, 이때 버펄로 (뉴욕주)의 약사 보리스 라인슈타인, 불가리아계 미국인 IWW 회원 조지 안드레이친, 그리고 H. 에이두스가 이끄는 코민테른의 동방국과 비견되는 모스크바 사무실을 설립했다. 그러나 이제 유럽의 전망이 어두워졌음에도 불구하고 아시아와 태평양에서는 상황이 더 밝아 보였다.
프롤레테른의 관점에서 가장 좋았던 것은 중국의 상황이었다. 젊고 급진적인 노동자 운동이 움트기 시작했기 때문이다. 소련의 위신과 영향력은 1920년대 초, 특히 1924년에 베이징시 정부의 외교적 승인과 중국 동부 철도에 대한 협정이 체결되면서 중국에서 성장했다. 철도 노동자와 선원들의 조직화 노력에 힘입어 모스크바의 지원을 받아 중국 노동 운동이 형성되기 시작했다. 남쪽에서는 쑨원이 이끄는 광저우에 기반을 둔 분리 정부가 중국 공산당과 협력하여 반제국주의 목표를 추구했다. 1924년 1월 20일 중국국민당(KMT) 창립 대회에 참석한 200명의 대표 중 40명 가량이 공산주의자였으며, 당시 설립된 규율 있고 중앙집권적인 당은 소련 공산주의 모델을 명확히 따랐다. 1924년 6월 쑨의 광저우 국민당 정부는 황푸에 자체 군사 아카데미를 설립했으며, 소련의 300만 루블 원조와 바실리 블류헤르가 이끄는 소련 강사들의 도움을 받았다.
국민당 지도자 쑨원과 중국 주재 코민테른 수석 대표인 미하일 보로딘 사이에 형성된 협력 관계는 1925년 3월 12일 베이징에서 쑨원의 사망 이후 단절되었다. 지도자 사망 후 국민당 내 좌우파 간의 권력 다툼이 시작되었고, 쑨원의 진정시키는 영향력이 사라지자 국민당과 중국 공산당 간의 긴장이 고조되기 시작했다.
1925년 5월 30일, 상하이시에서 면직물 공장 파업을 지지하던 동료들의 체포에 항의하는 급진적인 학생들의 파업에 경찰이 발포하여 시위대 12명이 사망했다. 이에 대한 대응으로 도시 전체에 총파업이 선포되었고, 지역 전체에 "5.30 운동"이 발발했다. 6월 19일 광저우에서 총파업이 선포되었고, 4일 후에는 거리 시위대에게 군대가 발포하여 새로운 사상자가 발생했다.
5.30 운동의 급속한 성장은 중국의 혁명적 분위기에 대한 코민테른의 관심을 부추겼다. 이 새로운 관점은 소련의 최고 지도자로 그리고리 지노비예프를 제치고 부상하기 시작한 이오시프 스탈린에 의해 강조되었다. 그는 1925년 7월 초 도쿄 니치니치 신문 기자에게 중국, 인도, 페르시아, 이집트 및 "다른 동방 국가들"에서 혁명 운동이 성장하고 있으며 "서방 열강이 동방에서 스스로 판 무덤에 묻힐 때가 다가오고 있다"는 점에 동의했다.

### 인력 및 지부
RILU의 전임 사무국은 스페인 사람 안드레스 닌, 러시아 노동조합원 미하일 톰스키, 사무총장 솔로몬 로좁스키로 구성되었다.
RILU는 모스크바 본부 외에 곧 4개의 해외 사무소를 설립했다. 베를린("중앙 유럽 지부"), 파리 (프랑스)("라틴 지부"), 불가리아("발칸 지부"), 그리고 런던("영국 지부")이었다.
1927년 5월, 상하이시에 환태평양 무역 연합 사무국이 RILU의 아시아 및 태평양 지역 조정 센터로 설립되었다.
1928년, RILU는 라틴아메리카 최초의 일반 노동 운동인 라틴 아메리카 노동조합 연맹(CSLA)을 RILU의 라틴 아메리카 지부로 출범시켰다. 이 단체는 1936년에 설립된 라틴 아메리카 노동자 연맹(CTAL)의 전신이었다.
흑인 노동자 국제 노동조합 위원회(ITUCNW)도 1928년에 프롤레테른의 한 부문으로 설립되어 아프리카와 대서양 세계의 흑인 노동자들을 위한 급진적인 초국가적 플랫폼 역할을 했다.
RILU는 전 세계에 국가 지부를 설립했다. 영국에서는 이 국이 국가 소수 운동과 긴밀하게 협력했다. 캐나다 공산당은 노동자 단결 연맹이라는 국가 지부를 설립했다. 미국 지부는 1922년 노동조합 교육 연맹으로 시작하여, 1929년에는 이중 노동조합을 설립하려는 더 급진적인 형태인 노동조합 통일 연맹으로 계승되었다.

### 해체
프롤레테른은 스탈린의 대외 정책이 인민전선으로 전환되면서 1937년에 해체되었다.

## 회의
| 모임                   | 장소                 | 날짜                        | 비고                                                               |
| ---------------------- | -------------------- | --------------------------- | ------------------------------------------------------------------ |
| 제1차 세계대회         | 모스크바             | 1921년 7월 3일 ~ 19일       | RILU 설립. 투표권 있는 대표 336명을 포함하여 380명 참석.           |
| 제2차 세계대회         | 모스크바             | 1922년 11월 19일 ~ 12월 2일 | 노동조합 운동을 위한 "통일전선" 정책을 공식적으로 채택.            |
| 제3차 세계대회         | 모스크바             | 1924년 7월 8일 ~ XX일       | 암스테르담 국제와의 통일 대회에 대한 약하고 구속력 없는 요청 채택. |
| 중앙 평의회 제4차 회의 | 모스크바             | 1926년 3월 9일 ~ 15일       | 로좁스키는 영국과 동방을 프롤레테른 성공의 주요 지역으로 지목.     |
| 제4차 세계대회         | 모스크바             | 1928년 3월 17일 ~ 4월 3일   |                                                                    |
| 파업 전략 국제 회의    | 스트라스부르, 프랑스 | 1929년 1월                  |                                                                    |

## 출판물
- G. Zinoviev, 국제 공산주의 인터내셔널이 IWW에: 모스크바 제3인터내셔널 집행위원회의 호소. 톰 글린 서문. 멜버른: 프롤레타리아 출판 협회, 1920년 10월.
- 적색 노동조합 국제 헌장: 1921년 7월 모스크바에서 개최된 제1차 세계대회에서 채택. 런던: 영국 지부, 적색 노동조합 국제, 1921.
- J.T. Murphy, 회의의 '적색': 적색 산업 노동조합 국제 제1차 세계대회 예비 보고서. 런던: 영국 지부, 적색 노동조합 국제, 1921.
- Tom Mann, 1921년 러시아. 영국 지부, 적색 노동조합 국제, 1921.
- 혁명적 무역 및 산업 노동조합 제1차 국제 회의의 결의안 및 결정. n.c. [시카고]: 노동자의 목소리, 1921.
- "적색 노동조합 국제 헌장, 1922년 11월 제2차 세계대회 기준." 노동 소식 라이브러리 no. 6. 시카고: 노동조합 교육 연맹, 1923.
- 적색 노동조합 국제 제2차 세계대회 결의안 및 결정: 모스크바 — 1922년 11월. 시카고: 노동조합 교육 연맹, 1923.
- 결의안 및 결정, RILU, 1923: 집행국 보고서에 대한 결의안. n.c.: 적색 노동조합 국제. 집행국, n.d. [1923?].
- M. Tomsky, 노동조합, 당 그리고 국가: 톰스키 동지가 1923년 6월 29일 프롤레테른 제3차 회의에서 한 연설 발췌록... 모스크바: 소련 노동조합 중앙 평의회 대외 관계 위원회, 1927.
- A. Lozovsky, 적색 노동조합 국제는 무엇인가? 적색 노동조합 국제, 1927.
- 파업 전략의 문제: 1929년 1월 독일 슈트라스부르크에서 개최된 파업 전략 국제 회의 결정. 뉴욕: 노동자 도서관 출판사, 1929.

## 같이 보기
- 국가 소수 운동
- 혁명적 노동조합 반대파
- 노동조합 교육 연맹
- 노동조합 통일 연맹

### 인용된 작품
- Carr, E. H. (1953). 《소비에트 러시아의 역사》. 3: 볼셰비키 혁명, 1917–1923. 런던: Macmillan.
- Carr, E. H. (1954). 《소비에트 러시아의 역사》. 4: 과도기, 1923–1924. 런던: Macmillan.
- Carr, E. H. (1964a). 《소비에트 러시아의 역사》. 7: 일국사회주의, 1924–1926, 제3권, 제1부. 런던: Macmillan.
- Carr, E. H. (1964b). 《소비에트 러시아의 역사》. 8: 일국사회주의, 1924–1926, 제3권, 제2부. 런던: Macmillan.

## 추가 문헌
- G.M. Adibekov, Krasnyi internatsional profsoiuzov: Ocherki istorii Profinterna. (적색 노동조합 국제: 프롤레테른 역사 연구.) 모스크바: 프로피즈다트, 1971. —독일어로 Die Rote Gewerkschaftsinternationale, 베를린, 1973으로 번역됨.
- Birchall, Ian. "Profintern: Die Rote Gewerkschaftsinternationale 1920–1937," Historical Materialism, 2009, Vol. 17 Issue 4, pp 164–176, Reiner Tosstorff의 독일어 연구에 대한 리뷰 (영어).
- Josephine Fowler, "From East to West and West to East: Ties of Solidarity in the Pan-Pacific Revolutionary Trade Union Movement, 1923–1934." International Labor and Working-Class History, no. 66 (2004), pp. 99–117.
- Earl R. Browder, "적색 노동조합 국제: 혁명 노동조합의 제1차 세계대회," The Toiler (뉴욕), v. 4, whole no. 192 (1921년 10월 15일), pp. 9–10.
- E.H. Carr, 소비에트 러시아의 역사, 제12권: 계획 경제의 기초, 1926-1929, 제3권, 제1부. 런던: Macmillan, 1976.
- E.H. Carr, 소비에트 러시아의 역사, 제13권: 계획 경제의 기초, 1926-1929, 제3권, 제2부. 런던: Macmillan, 1976.
- E.H. Carr, 소비에트 러시아의 역사, 제14권: 계획 경제의 기초, 1926-1929, 제3권, 제3부. 런던: Macmillan, 1978.
- B.A. Karpachev, Krasnyi Internatsional profsoiuzov: Istoriia vozniknoveniia i pervye gody deiatel'nosti Profinterna, 1920-1924 gg. (적색 노동조합 국제: 프롤레테른의 기원과 초기 활동 역사, 1920–1924년). 사라토프: 사라토프 대학교 출판사, 1976.
  - Krasnyi internatsional profsouzov v bor'be za osushchestvlenie leninskoi taktiki edinogo fronta 1921-1923. (적색 노동조합 국제와 레닌주의 통일전선 전술 이행을 위한 투쟁, 1921–1923). 사라토프: 사라토프 대학교 출판사, 1976.
- Kevin McDermott, 체코 적색 노동조합, 1918-1929: 공산당 및 모스크바 국제와의 관계 연구. 볼더, 콜로라도: 동유럽 모노그래프/컬럼비아 대학교 출판부, 1988.
- Albert Resis, The RILU: Origins to 1923. 박사 학위 논문. 컬럼비아 대학교, 1964.
- Arthur Rosenberg, "공산주의와 공산주의 노동조합" (1932), 마이크 존스 번역, What Next. www.whatnextjournal.co.uk/ —최초 발행: "Kommunismus und kommunistische Gewerkschaften" in Internationales Handworterbuch des Gewerkschaftswesen, 베를린, 1932, pp. 979–984.
- Geoffrey Swain, "RILU는 정말 필요했는가?", European History Quarterly, No. 1 (1987), pp. 57–77.
- Reiner Tosstorff, "모스크바 또는 암스테르담? 적색 노동조합 국제, 1920/21-1937." 공산주의 역사 네트워크 뉴스레터, 8호, 2000년 7월.
- Reiner Tosstorff: 적색 노동조합 국제 (RILU) 1920-1937. [2004] 벤 포크스 번역. 시카고: 헤이마켓 북스, 2018.
- Evan E. Young, "RILU 제1차 세계대회 간략 보고서: 모스크바, 1921년 7월 3-19일." DoJ/BoI 수사 파일, NARA 컬렉션 M-1085, 릴 936, 파일 202600-1350-2. 코발리스, 오레곤: 1000 꽃 출판, 2007.